# Strum
Strum és una població dels Estats Units a l'estat de Wisconsin. Segons el cens del 2000 tenia 1.001 habitants.

## Demografia
Segons el cens del 2000, Strum tenia 1.001 habitants, 411 habitatges, i 249 famílies. La densitat de població era de 354,6 habitants per km².
Dels 411 habitatges en un 30,7% hi vivien nens de menys de 18 anys, en un 49,6% hi vivien parelles casades, en un 7,8% dones solteres, i en un 39,4% no eren unitats familiars. En el 35% dels habitatges hi vivien persones soles el 20,9% de les quals corresponia a persones de 65 anys o més que vivien soles. El nombre mitjà de persones vivint en cada habitatge era de 2,31 i el nombre mitjà de persones que vivien en cada família era de 3.
Per edats la població es repartia de la següent manera: un 25,4% tenia menys de 18 anys, un 5,7% entre 18 i 24, un 27,6% entre 25 i 44, un 17,8% de 45 a 60 i un 23,6% 65 anys o més.
L'edat mediana era de 40 anys. Per cada 100 dones de 18 o més anys hi havia 102,4 homes.
La renda mediana per habitatge era de 29.408 $ i la renda mediana per família de 40.938 $. Els homes tenien una renda mediana de 33.750 $ mentre que les dones 20.179 $. La renda per capita de la població era de 18.492 $. Aproximadament el 6,6% de les famílies i el 6,3% de la població estaven per davall del llindar de pobresa.

## Poblacions més properes
El següent diagrama mostra les poblacions més properes.